# Aaron Plessinger
Aaron Plessinger   (Hamilton, 25 de gener de 1996) és un pilot professional de motocròs nord-americà que competeix als Campionats AMA des del 2015. El 2018 en va guanyar un títol de motocròs i un de supercross, tots dos de 250cc. Actualment corre per a l'equip Red Bull KTM.

## Palmarès
Títols per any
A 1 de gener de 2023
| Any  | Equip  | Campionat      | Classe     |
| ---- | ------ | -------------- | ---------- |
| 2018 | Yamaha | AMA Supercross | 250cc West |
| 2018 | Yamaha | AMA Motocross  | 250cc      |